# Jean-François de Machéco de Prémeaux
Jean-François de Machéco de Prémeaux, parfois dit de  Bremeux, né à Dijon le 4 février 1687 et mort le 29 avril 1752, est un prélat français, évêque de Couserans au XVIIIe siècle.

## Biographie
Jean-Chrétien est issu d'une famille originaire de Nuits, en Bourgogne. Il est le fils de Bénigne de Macheco, magistrat, seigneur de Premeaux, Ternay, Segrois, Villy et Champrenault, et d'Anne Le Cocq. Il est donc le frère ainé de Jean-Chrétien de Macheco de Prémeaux, évêque de Périgueux.
Jean-François de Machéco de Prémeaux est ordonné prêtre en 1711, docteur en théologie, abbé de Saint-Paul de Narbonne et vicaire général de l'archidiocèse de Narbonne. Il est désigné comme Agent général du clergé de France par la Province ecclésiastique de Narbonne en 1720. 
À la fin de son mandat, il est choisi comme évêque de Couserans le 29 mars 1726, confirmé le 9 décembre suivant et consacré le 12 janvier 1727. Il meurt en place le 29 avril 1752.